# Mujaid Sadick
Mujaid Sadick Aliu, auch bekannt als Mujaid (* 14. März 2000 in Logroño), ist ein spanischer Fußballspieler ghanaisch-nigerianischer Abstammung, der beim belgischen Erstdivisionär KRC Genk unter Vertrag steht. Der Abwehrspieler ist ehemaliger spanischer Juniorennationalspieler.

## Karriere

### Verein
Mujaid Sadick wurde in Logroño, La Rioja als Sohn ghanaisch-nigerianischer Eltern geboren. Mit vier Jahren begann er beim CD Villegas mit dem Fußballspielen und kam über EdF Logroño in die Nachwuchsabteilung des CD Valvanera. Im Sommer 2016 wechselte er zusammen mit seinem Teamkollegen Íñigo Reinoso in die Jugendakademie von Deportivo La Coruña. Bei Dépor begann er in der U19-Mannschaft zu spielen. Am 22. Oktober 2017 (10. Spieltag) debütierte er beim 2:1-Auswärtssieg gegen den CDA Navalcarnero in der Reservemannschaft Deportivo Fabril, als er in der Schlussphase für Ismael Díaz eingewechselt wurde. Am 29. April 2018 (36. Spieltag) stand der rechte Außenverteidiger beim 0:2-Auswärtssieg gegen Rápido de Bouzas erstmals in der Startformation des Drittligisten. Am 12. Mai 2018 (37. Spieltag) kam Mujaid bei der 2:4-Heimniederlage gegen den FC Villarreal erstmals für den bereits fixierten Absteiger in der höchsten spanischen Spielklasse zum Einsatz, als er in der 75. Spielminute für Juanfran in die Partie gebracht wurde. Bei der 1:2-Auswärtsniederlage gegen den FC Valencia im letzten Saisonspiel wurde er von Cheftrainer Clarence Seedorf in die Startformation beordert. Insgesamt bestritt er in dieser Saison 2017/18 zwei Ligaspiele für die erste und drei Ligaspiele für die zweite Mannschaft.
Am 18. Juli 2018 unterzeichnete Mujaid Sadick einen neuen Vierjahresvertrag bei Deportivo La Coruña. In dieser Spielzeit 2018/19 war er bereits eine feste Größe im Kader von Deportivo Fabril und startete in den ersten Saisonspielen stets, verlor seinen Stammplatz aber bereits Mitte Oktober an Jorge Valín und eroberte ihn erst zum Saisonende wieder zurück. Er kam in 14 Ligaspielen zum Einsatz, während er in der ersten Mannschaft die gesamte Saison über nicht berücksichtigt wurde, der in seiner Abwesenheit nicht die erhoffte Rückkehr in die Erstklassigkeit gelang. In der folgenden Spielzeit 2019/20 wurde er in die erste Mannschaft befördert, wurde aber zunächst nur in einem Ligaspiel eingesetzt. Nach einem schwachen Saisonauftakt von Dépor, in dem nur eines der ersten 14 Saisonspiele gewonnen werden konnte, rückte Mujaid unter dem neuen Cheftrainer Luis César Sampedro in die Startformation vor. Ligaspiele gewinnen konnte man jedoch erst unter dessen Nachfolger Fernando Vázquez und von Mitte Dezember 2020 bis Mitte Februar blieb man sieben Ligaspiele in Folge siegreich, wobei Mujaid zu einem wichtigen Faktor wurde. In dieser Saison bestritt er insgesamt 27 Ligaspiele, musste jedoch mit der Mannschaft den Abstieg in die Drittklassigkeit hinnehmen.
Im Mai 2021 wechselte er zur neuen Saison 2021/22 zum belgischen Erstdivisionär KRC Genk, wo er einen Vertrag bis Sommer 2025 unterschrieb. In seiner ersten Saison bestritt er 25 von 40 möglichen Ligaspielen für Genk, in denen er zwei Tore schoss, ein Pokalspiel, sechs Europapokal-Spiele und das verlorene Spiel um den Superpokal. In der nächsten Saison waren es infolge mehrerer Verletzungen 9 von 40 möglichen Ligaspielen sowie drei von 32 möglichen Spielen in der U 23-Mannschaft, die in der Division 1B spielt. In der Saison 2023/24 bestritt er 27 von 41 möglichen Ligaspielen, ein Pokalspiel und sechs Spiele im Europapokal.

### Nationalmannschaft
Im Februar 2017 absolvierte Mujaid zwei Länderspiele für die spanische U17-Nationalmannschaft.
Im Juni 2018 nahm er mit der U18 an den Mittelmeerspielen in Tarragona teil. Dort kam er in einem Spiel zum Einsatz und gewann mit der Auswahl die Goldmedaille.